# Бри Ван де Камп
Бри Ходж (англ. Bree Hodge); в девичестве Мэйсон (англ. Mason), в первом браке Ван де Камп (англ. Van de Kamp) — героиня американского сериала «Отчаянные домохозяйки» в исполнении Марсии Кросс.
Изначально роль несколько раз была предложена актрисе Дане Дилейни, однако она отказалась, мотивируя это тем, что она уже играла похожую роль в сериале «Пасадена».

## Жизнь до первого сезона
Мать Бри погибла в аварии под колёсами автомобиля, её воспитывали отец и мачеха. Отец по профессии был прокурором. Бри всегда старалась быть идеальной во всём. В шестнадцать лет потеряла девственность. Во время учёбы в институте начала встречаться с Рексом Ван де Кампом, за которого впоследствии вышла замуж. После свадьбы стала домохозяйкой, родила двоих детей. Образ степфордской жены, патологическая тяга к порядку и чистоте, вероятно, связана со смертью матери.

## Первый сезон
В начале сериала у Бри с Рексом проблемы в отношениях, и Рекс предлагает развестись. В попытке сохранить брак они обращаются к психотерапевту, вследствие чего Бри узнает о сексуальных предпочтениях мужа. Ради удовлетворения этих потребностей Рекс обращается к знакомой Бри (Мейзи Гиббонс), которая тайно занималась проституцией. Бри узнает об измене Рекса и пытается встречаться с Джорджем Уильямсом, фармацевтом. Однако вскоре она прощает мужа. Когда Мейзи арестовывают, все узнают о тайной связи Рекса с ней. У Рекса начинаются проблемы с сердцем. В конце первого сезона её муж умирает от сердечного приступа. Виновным оказался Джордж, который подменял таблетки Рекса.

## Второй сезон
Рекс умирает, и Бри становится вдовой. Её подозревают в убийстве мужа. Новый ухажёр Джордж Уильямс, фармацевт Рекса, любит её, но в итоге оказывается, что он отравил Рекса Ван де Кампа. Он выпивает много таблеток снотворного, имитируя для Бри самоубийство, просит простить его и говорит, что отравил Рекса, потому что она сама этого хотела. Джордж умоляет вызвать скорую, поражённая его заявлением Бри говорит, что уже вызвала помощь, но на самом деле просто дожидается смерти Джорджа и уходит из отеля. После всего этого она проявляет тягу к алкоголизму. Она вступает в «Клуб Анонимных Алкоголиков», когда её сын подал на неё в суд. Там у неё появляется куратор — Питер Макмиллиан. Она в него влюбляется, однако позже узнает, что он состоит в «Анонимных сексоголиках». Бри подставляет куратора Питера в сексоголиках, обвинив его в присутствии полиции в хранении наркотиков. Бри сама становится куратором Питера в борьбе с сексоголизмом. Желая отомстить матери за все прошлые обиды, Эндрю Ван де Камп соблазняет Питера и оставляет сообщение матери, чтобы она срочно возвращалась домой. Для Бри это была последняя капля: на следующий день она отвозит сына далеко от дома и оставляет его там, дав немного одежды и денег. Дочь Бри — Даниэль тем временем встречается с сыном новой соседки — Мэттью Эпплвайтом. Поругавшись с родителями, они вместе сбегают из дома. Бри ложится в психиатрическую клинику из-за нервного срыва, но сбегает, когда миссис Эпплвайт сообщает ей по телефону, что её сын — убийца и надо срочно спасать Даниэль. Бри сбегает из психиатрической клиники и возвращается домой. Там она застает свою дочь с Мэттью за воровством еды. Мэттью нацеливает пистолет на Бри и говорит, чтобы она убралась. Однако перед выстрелом он сам падает на пол. Бри и Даниэль подбегают и обнаруживают, что его застрелили снайперы, которых организовала полиция, после того как миссис Эпплвайт сообщила ей, что её сын — убийца. В конце сезона Бри встречает Орсона Ходжа, который сбил парня близкой подруги Сьюзан Майер Майка Дельфино. Но Оросон Ходж скрывает это перед Бри.

## Третий сезон
Прошло полгода. Бри и Орсон женятся. Перед свадьбой Бри узнает, что бывшая жена (Алма Ходж) Орсона бесследно пропала. Перед отъездом в свадебное путешествие Бри узнает по телевизору, что её сын живёт на улице. Она направляется на его поиски, но Эндрю убегает от неё, когда Бри его находит. Орсон, переживая за жену, приглашает Эндрю пообедать с ним, там он уговаривает его вернуться домой и узнает, что Эндрю занимался проституцией, чтобы прокормиться. По его приезде домой, отношения Эндрю и Бри налаживаются. Поехав навестить мать (Глорию Ходж) Орсона в доме престарелых, Бри узнает, что она не сошла с ума, как уверял её муж. Бри берет его мать домой. Там она строит козни Орсону и Бри. Бри тем временем узнает, что у Орсона во время его первого брака была интрижка со стюардессой, которую убили. Она подозревает в убийстве Орсона, но, после того как по подозрению в убийстве арестовывают Майка Дельфино, Бри перестает так считать. Бри с Орсоном выгоняют его мать из дома. Глория тем временем тайно встречается с «пропавшей» Алмой Ходж. Затем Алма Ходж приходит в гости к Бри и Орсону. По плану Глории и Алмы последняя должна воссоединиться с Орсоном. Также выясняется, что это Глория убила любовницу Орсона и принудила сына сбить Майка, который зашёл в дом во время убийства. Она и Алма похищают Орсона, а Глория пытается отравить больную Бри. Эндрю, пытается помочь Бри, но Глория его оглушает. К счастью, Орсон спасает Бри, а у Глории случается инсульт. С Орсоном Ходжем Бри живёт до конца четвёртого сезона, так как узнаёт, что он сбил мужа Сьюзан, Майка.

## Четвёртый сезон
В четвёртом сезоне Бри узнаёт, что её несовершеннолетняя дочь Даниэль беременна, и, чтобы скрыть это от посторонних глаз, отправляет её в монастырь, а чтобы позже объяснить внезапное возникновение ребёнка, сама прикидывается беременной. Ей в этом помогает её муж — Орсон Ходж. Позже, в 6-й серии 4-го сезона, Даниэль рожает мальчика — Бенджамина, которого позже Бри и Орсон берут к себе и воспитывают как своего. Примерно через пять лет Даниэль забирает сына в свою семью (она замужем за адвокатом).

## Пятый сезон
В пятом сезоне открывает свой бизнес, и готовиться к выпуску своей кулинарной книги «Рецепт старой кухни Бри Ван Де Кам». Снова сходится с Орсоном. Бри работает с командой. Она думает, что вся жизнь наконец то наладилась, но она ошибалась. У подруг Бри не ладится с работой, с бизнесом и бюджетом. Бри, узнав о проблемах с финансами у Линет Скаво, пытается той помочь, но сильно с этим ошиблась. В конце сезона пытается развестись с Орсоном и начинает встречаться с Карлом Майером.

## Шестой сезон
В шестом сезоне безуспешно пытается развестись с Орсоном, параллельно встречаясь с Карлом. В десятой серии рассказывает Орсону о романе с Карлом. В десятой серии на Вистериа Лейн падает самолёт. В аварии погибает Карл Майер, а Орсон остаётся жив, но навсегда парализован. Также она узнает о том, что у Рекса есть сын, который появился ещё до её замужества, а теперь устраивается в компанию Бри. Затем он её шантажирует и заставляет переписать бизнес на себя.

## Седьмой сезон
После ухода Орсона Бри нашла себе занятие — ремонт гостиной. Когда Орсон через неделю появляется с бумагами о разводе, Бри узнаёт о его романе с физиотерапевтом. У неё начинается бурный роман с молодым ремонтником по имени Кит Уолсон. Ему 34, их разница в возрасте 17 лет. Мать Кита оказывается гинекологом, к которому Бри обращается с проблемами менопаузы. Отец Кита пытается завести роман с Бри, Кит и отец ссорятся. Орсон пытается вернуть Бри. Кит пытается сделать Бри предложение. Впоследствии выясняется, что у Кита есть маленький сын от его бывшей подруги, который живёт в другом городе; Бри отказывается от своей любви к Киту ради его возможности быть с сыном, Кит уезжает. Бри занимается проблемами сына, у которого тоже обнаружилась страсть к алкоголю.

## Восьмой сезон
Бри обвиняют в убийстве отчима Габриэль Солис — Алехандро. Её защищает опытный адвокат Трип Уэстон (Скотт Бакула). Когда Бри оправдывают, она выходит замуж за Трипа и покидает Вистерия Лейн. Бри и Трип переезжают в Кентукки, где Бри начинает заниматься политикой и её выбирают в члены законодательного собрания штата.

## Критика и восприятие
Персонаж Бри получил положительные реакции критиков; её перфекционизм создаёт трагикомический эффект. Нередко Бри как образцовую домохозяйку сравнивают с американской телеведущей Мартой Стюарт. Во втором сезоне сериала Бри стала отводиться ведущая роль и именно её драматическая жизненная ситуация (смерть мужа, неадекватные дети, психически неуравновешенный поклонник) создавала напряжение, привлекая зрителей к экранам, как и проблемы героини с алкоголем. В третьем сезоне сериала героиня сохранила свою популярность, и историю Бри сочли одной из самых интересных в сезоне, как и историю с «ложной беременностью» в сезоне 4, причём критики отмечали прекрасную игру Марсии Кросс
Появившись в шоу в пятом сезоне после значительного перерыва, Бри из домохозяйки превратилась в писательницу и бизнес-леди, что было положительно оценено критикой; эта тенденция продолжилась и в шестом сезоне. В седьмом сезоне разведённая Бри завязывает роман с молодым Китом Уотсоном, что также было положительно оценено обозревателями: сдержанная Бри получила возможность повеселиться и эпизоды с её участием были в основном комическими.
Повествовательница, Мэри Элис, отмечает, что Бри придерживается традиционных ценностей — вера в Бога, поддержка семьи, любовь к своей стране. Бри выставляет напоказ свою религиозность, но она носит поверхностный характер: религиозные убеждения не влияют на её реальную жизнь. Ниалл Ричардсон в посвящённой образу Бри статье подчёркивает многозначность английского слова camp, созвучного фамилии героини (Kamp): это не только «лагерь», определённая сторона в конфликте, но и «театральность», «манерность», в том числе словом camp обозначаются преувеличенно женственные манеры гомосексуала. Бри постоянно играет, улыбается, изображая совершенную жену и мать: наигранная улыбка, как будто по сигналу фотографа — «скажи: сыр» (англ. say cheese) может ассоциироваться с именем персонажа — Бри, созвучным с названием сыра. Разыгрываемый Бри спектакль «подчёркивает удушающую натуру традиционной женственности, но при этом и подчеркивает необходимость этой роли для выживания персонажа… при этом Бри показывает ироническое понимание собственной театральности… она как бы „подмигивает аудитории“».

## В поп-культуре
В шоу «MADtv» была пародия на Бри, где участники шоу высмеяли её ненатуральность и поведение. В 2006 году актриса Мишель Стаффорд взяла за основу стиль персонажа и сыграла похожего в эпизоде сериала «Зачарованные» — Desperate Housewitches.